# Chongming

County Chongming

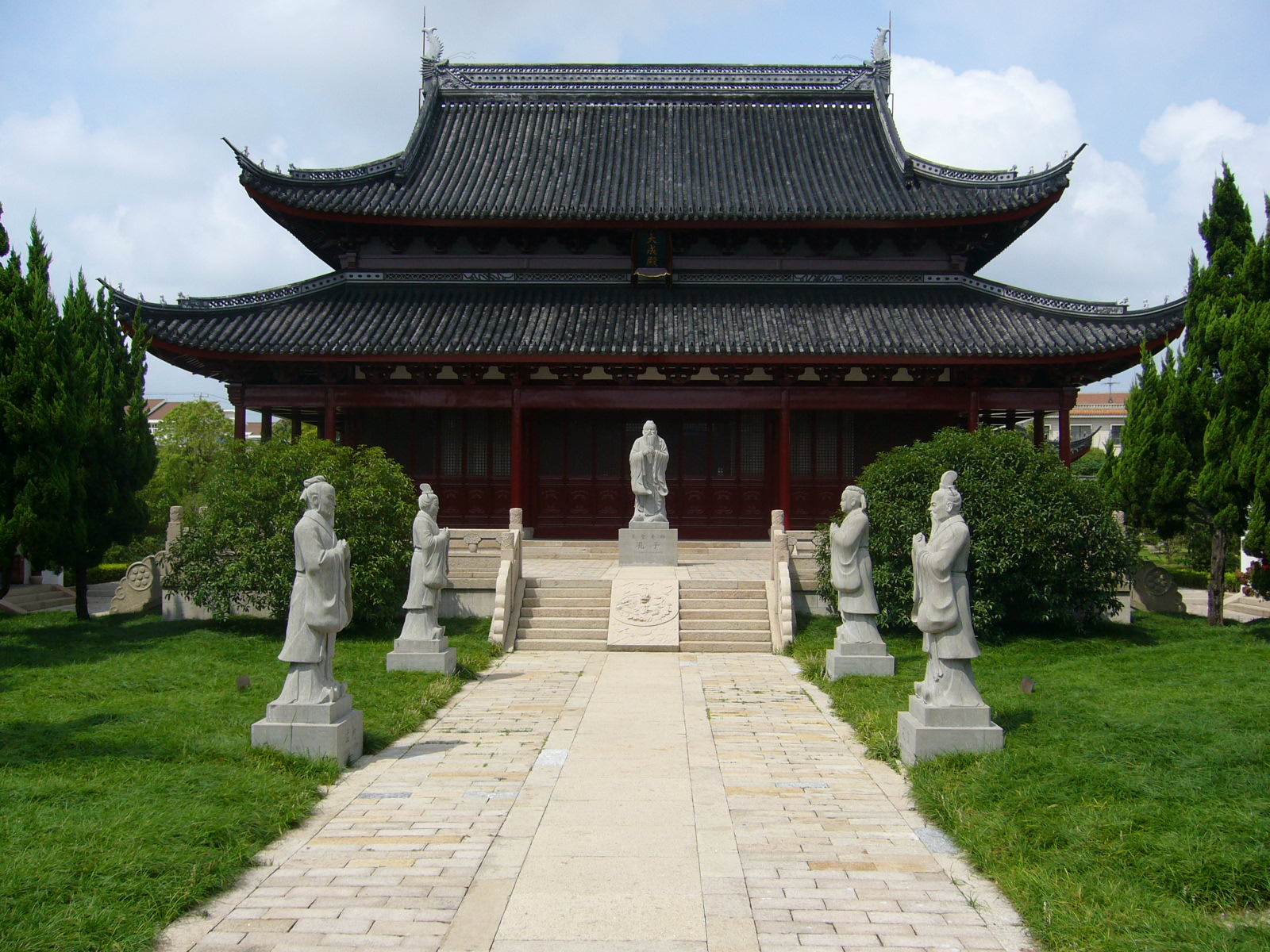
Confuciustempel op het eiland Chongming

Chongming is na Hainan het grootste eiland van de Volksrepubliek China (het eiland Taiwan niet meegerekend) en een county van de stadsprovincie Shanghai.

## County
De county Chongming (Vereenvoudigd Chinees: 崇明县, Traditioneel Chinees: 崇明縣, pinyin: Chóngmíng Xiàn) is de enige county van de stadsprovincie. De 17 andere gebieden afgebakend in de stadsprovincie zijn districten. De county bestaat uit de eilanden Chongming, Changxing (88 km² en 36.000 inwoners) en Hengsha (56 km² en 33.000 inwoners). De totale oppervlakte bedraagt 1.411 km² en de county telt 701.000 inwoners (eind 2005).
De county is ingedeeld in 13 grote gemeenten en 3 gemeenten. De kleine eilanden Changxing en Hengsha vormen elk een gemeente op zich, het grote eiland Chongming is opgedeeld in de 13 grote gemeenten en een gemeente. Het arrondissementsbestuur bevindt zich in de meest verstedelijkte grote gemeente, Chengqiao, in het oosten van het eiland.

## Eiland

Het eiland Chongming

Het eiland Chongming (Vereenvoudigd Chinees: 崇明岛, Traditioneel Chinees: 崇明島, pinyin: Chóngmíng Dǎo) bevindt zich in de monding van de Yangtze. De oppervlakte van het eiland is 1.267 km². Er wonen eind 2005 632.000 personen. Het eiland ontstond uit de Yangtze in 618 door een gestadige daling van het waterniveau van de stroom en nam sindsdien enkel maar in totale oppervlakte toe.
Niet alleen is het eiland het op een of twee na grootste eiland van China, afhankelijk van het meerekenen van Taiwan, het is tevens het grootste eiland ter wereld in een riviermonding. Het eiland kent geen reliëf en 90% van de totale eilandoppervlakte kent een hoogte van 4 m.
Het lange tijd rurale karakter van het eiland werd in het begin van de 21e eeuw sterk beïnvloed door een aantal beslissingen van de Chinese overheid. Het eiland werd de voornaamste herlocatieplaats voor de inwoners van de dorpen die bij de aanleg van het stuwmeer van de Drieklovendam dienden verhuisd te worden. En de aanleg van de bruggen en tunnels over en onder de monding van de Yangtze zorgt voor een natuurlijke toename van het eiland gegeven de reistijden tot Puxi en Pudong drastisch dalen en het eiland hierdoor een interessante locatie wordt voor een groter aantal inwoners van Shanghai. Daarboven was het eiland uitgekozen voor de bouw van een CO2 neutrale en autovrije eco-stad, Dongtan, een project waarbij een grote, compacte stad met ecologische technieken, bebouwing en vervoersstromen werd uitgetekend. De stad diende tegen de Expo 2010 al 10.000 inwoners te kunnen huisvesten, en zou dan later, tegen 2050 groeien tot 500.000 inwoners. Het project liep evenwel grote vertraging op en werd in 2006 geschrapt. Dongtan (betekenis: oostelijk strand) zou direct aan de Oost-Chinese Zee gelegen zijn.
Het eiland is nog steeds de moestuin van Shanghai, met ook sinaasappelboomgaarden. Daarnaast is er een grote havenactiviteit (waaronder scheepswerven met grote droogdokken). Sportief is het eiland bekend van de Ronde van Chongming, een onderdeel van de UCI Asia Tour.

### Bereikbaarheid
De verkeersinfrastructuur leidde tot een sterk verbeterde bereikbaarheid van het eiland. Voorheen deed een ferryverbinding 1u 20 min over de afstand. De Shanghai Changjiang Daqiao overbrugt sinds 2009 de volledige monding van de hoofdarm van de Yangtze en verbindt zo het vasteland van de stadsprovincie Shanghai met het eiland Chongming. Het is tevens een bijkomende verbinding met het noordelijk deel van de provincie Jiangsu en de stad Nantong, via de in 2011 geopende brug over de noordelijke arm van de rivier. Zo werd in de riviermonding een ontlasting voor de Sutongbrug gerealiseerd.
Een tunnel is gegraven en in gebruik genomen die van Wuhaogou in Pudong de verbinding levert naar het eiland Changxing. De snelweg dwarst dan het Changxing eiland en overbrugt de afstand tussen de twee eilanden met een brug. Zo wordt Changxing met het dorp Chen Jia Zhen op het Chongming eiland verbonden.
De noordelijke aftakking van de Yangtze werd in 2011 overbrugd. Chongming zal met twee bruggen verbonden worden met de linkeroever van de Yangtze en het noordelijk deel van de provincie Jiangsu, de Chonghaibrug (verbinding CHONGming met HAImen) is nog in aanleg, de Chongqibrug (verbinding CHONGming met QIdong) werd op 24 december 2011 ingehuldigd. Het geheel is onderdeel van de expresweg G40 die Shanghai en de internationale luchthaven van Pudong verbindt met het hinterland.
Deze verbinding die ook de ontsluiting van het Changxing eiland opleverde, zorgde tevens voor de uitbouw van een industriezone met een grote, nieuwe scheepswerf op dit laatstgenoemde eiland met grote droogdokken. Changxing is verder gekend door zijn grote sinaasappelboomgaarden. Tussen de eilanden Changxing en Hengsha opereert een ferryverbinding met een overvaarttijd van 10 minuten. In de plannen voor metrolijn 19 wordt zonder tijdsschema gesproken over een aftakking van deze zware metrolijn naar Hengsha wat zou wijzen op een mogelijke toekomstige tunnelverbinding.